# Mark Walden
Mark Walden, é um desenhista e escritor britânico, antes da vida de escritor, ele era um produtor sênior encarregado de desenvolver jogos PlayStation para a Sony antes de escrever em tempo integral.

## Biografia
Mark Walden passou sete anos na Escola de Bablake, uma escola diária de co-educação independente (em Coventry, Inglaterra), antes de se tornar Bacharel em Literatura. Walden tem uma esposa, Sarah, uma filha, Megan. Ele passou dez anos como designer e produtor de videogames. Depois de sair da indústria de jogos, finalmente ele concluiu que era altura de arranjar um trabalho a sério. Como foi rejeitado pelo programa de treino de astronautas da NASA, decidiu que talvez devesse tentar escrever um livro. E assim nasceu H.I.V.E. (C.O.V.A no português brasileiro) O autor dedica sua vida como escritor à família e se tornar um pai de tempo integral.

## Livros
Série: H.I.V.E ( C.O.V.A.)
| Livro (Título Original)                  | Livro (Título em Português) | Data de lançamento (Original) | Data de lançamento (Portugal) | Data de lançamento (Brasil) |
| ---------------------------------------- | --- | ----------------------------- | ----------------------------- | --------------------------- |
| Higher Institute of Villainous Education | H.I.V.E. 1: Híper Instituto de Vilania Extraordinária (Portugal)/ C.O.V.A. 1: Centro de orientação Para Vilania aplicada(Brasil) | 4 de setembro de 2006         | Fevereiro de 2015             | Novembro de 2009            |
| The Overlord Protocol                    | H.I.V.E. 2: Missão Vingança (Portugal)/ C.O.V.A. 2: Protocolo Soberano(Brasil)                                                   | 20 de agosto de 2007          | Junho de 2015                 | Abril de 2011               |
| Escape Velocity                          | H.I.V.E. 3: Velocidade Máxima | Setembro de 2008              | Outubro de 2015               | Sem previsão                |
| Dreadnought                              | H.I.V.E. 4: Tempestade Radical                                                                                                   | Setembro de 2009              | Março 2016                    | Sem previsão                |
| Rogue                                    | H.I.V.E 5: Fora de Controlo | Janeiro de 2010               | Julho de 2016                 | Sem previsão                |
| Zero Hour                                | H.I.V.E 6: Contagem Regressiva                                                                                                   | 6 de setembro de 2010         | Previsão: 2018                | Sem previsão                |
| Aftershock                               | Não traduzidos | Agosto de 2011                | Sem Previsão                  | Sem previsão                |
| Deadlock                                 | Não traduzidos | Setembro de 2013              | Sem Previsão                  | Sem previsão                |

Série Earthfall
| Livro (Título Original) | Livro (Título em Português) | Data de lançamento (Original) | Data de lançamento (Brasil) |
| ----------------------- | --------------------------- | ----------------------------- | --------------------------- |
| Earthfall               | Earthfall                   | 7 de junho de 2012            | Julho de 2013               |
| Earthfall: Retribution  | Não traduzidos              | 14 de agosto de 2014          | Sem previsão                |
| Earthfall: Redemption   | Não traduzidos              | 12 de janeiro de 2017         | Sem previsão                |
| Em Produção...          |                             |                               |                             |